# Zoropsis rufipes
Zoropsis rufipes là một loài nhện trong họ Zoropsidae.
Loài này thuộc chi Zoropsis. Zoropsis rufipes được miêu tả năm 1838 bởi Lucas.